# Backanal

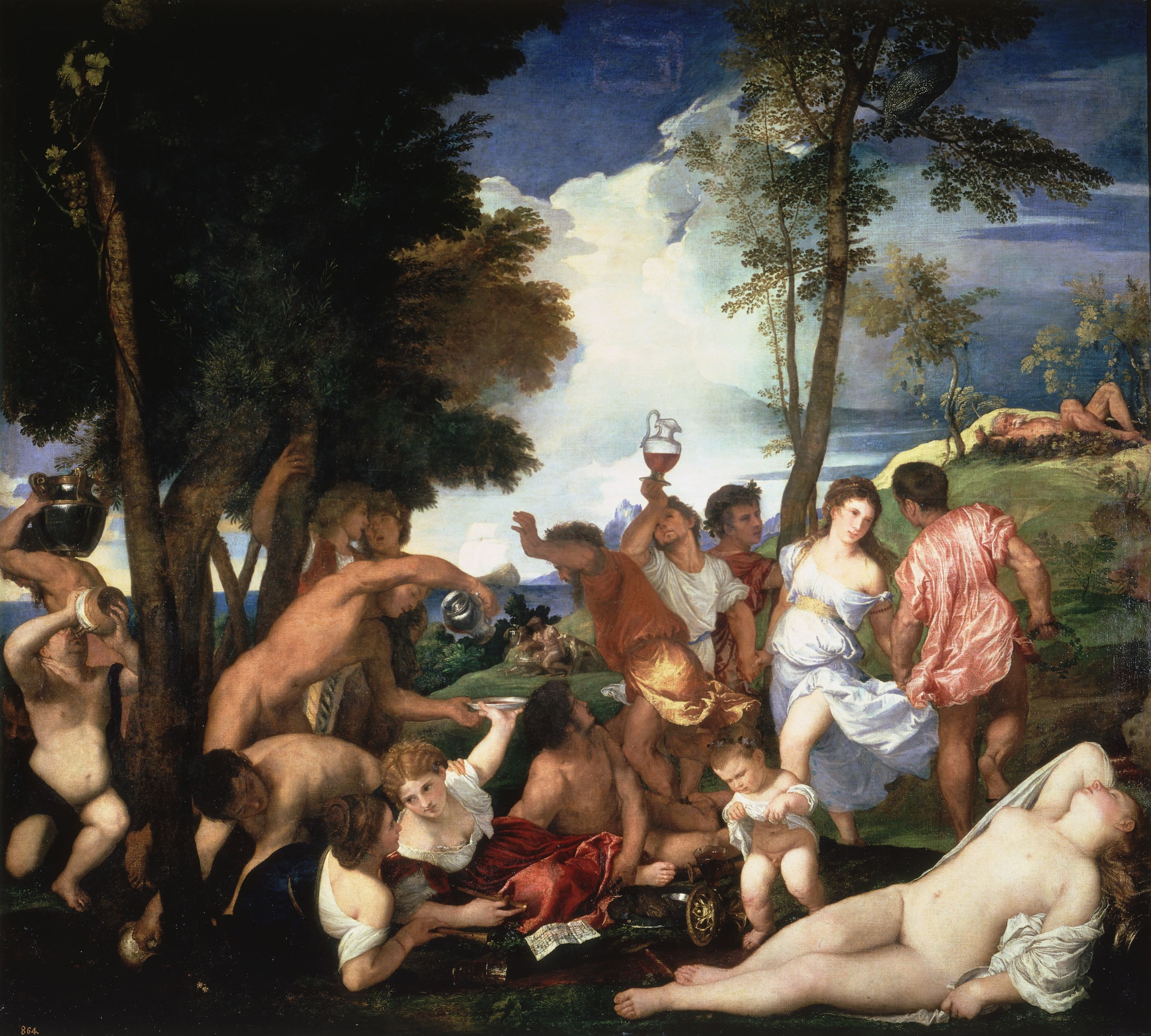
Backanal på Andros. Målning av Tizian (1523–1526).

Backanal var en under antiken en hemlig fest till vinguden Bacchus (grekiska: Dionysos) ära. Den kom till Rom, där den firades på Aventinen, via de grekiska städerna i södra Italien. Senaten förbjöd verksamheten år 186 f.Kr. till följd av den brottslighet som festen gav upphov till.
Ordet backanal har kommit att användas för att beteckna dryckesslag, orgier och vilda fester. 